# ایست کوئینسی (کالیفرنیا)
ایست کوئینسی (به انگلیسی: East Quincy) یک منطقهٔ مسکونی در ایالات متحده آمریکا است که در شهرستان پلوماس، کالیفرنیا واقع شده‌است. ایست کوئینسی ۳۱٫۳۵۷ کیلومتر مربع مساحت و ۲٬۴۸۹ نفر جمعیت دارد و ۱٬۰۶۴ متر بالاتر از سطح دریا واقع شده‌است.